# Руоколахті
Руоколахті (швед. Ruokolax) — муніципалітет у Фінляндії, розташований на південному сході Фінляндії, в регіоні Південної Карелії. Межує з муніципалітетами Іматра, Лаппеенранта, Тайпалсаарі, Пуумала, Сулкава, Пункахарью, Паріккала і Раутярві. Руколахті займає площу 1,219.85 квадратних кілометрів, з яких 23 відсотки становить вода. 
Станом на 31 грудня 2021 року в муніципалітеті проживає 4,916 жителів,  але влітку населення подвоюється, оскільки відпочиваючі займають 3000 дачних ділянок в регіоні. 
Руоколахті відомий своїм природним середовищем, наприклад Куммаківі — це балансувальна скеля, розташована в цьому муніципалітеті на 61° 29' 36,4596" N, 28° 25' 45,5016" E в цьому  і охороняється.  На заході розташоване озеро Саймаа, а на сході — сотні менших озер. Хребти Салпаусселькя проходять через місцевість. 
Селище відоме тим, що 57 років після Зимової війни 1939–1940 років тут жив Сімо Гяюгя - фінський снайпер, що знищив близько більше 500 радянських військових. Там він похований на цвинтарі церкви Руоколахті.

## Галерея

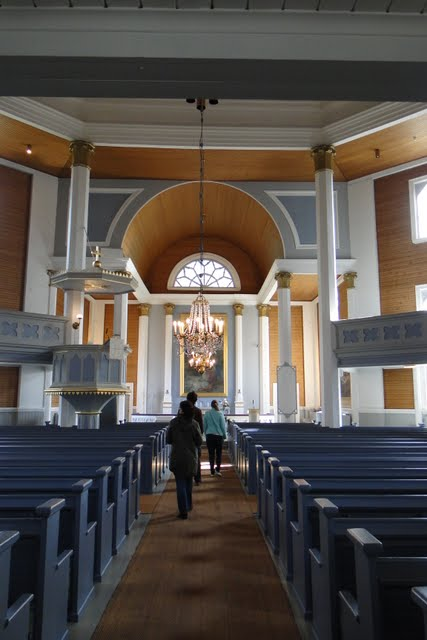
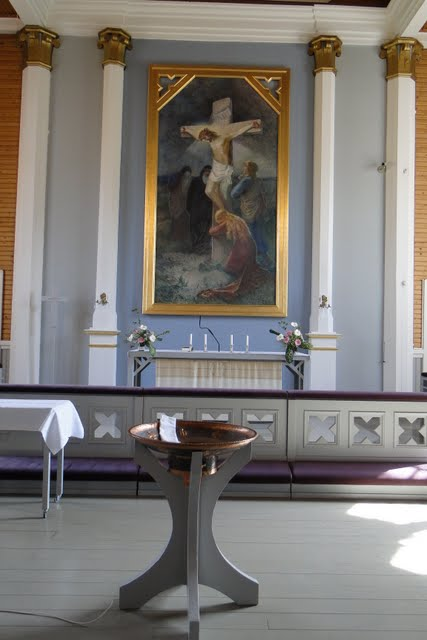
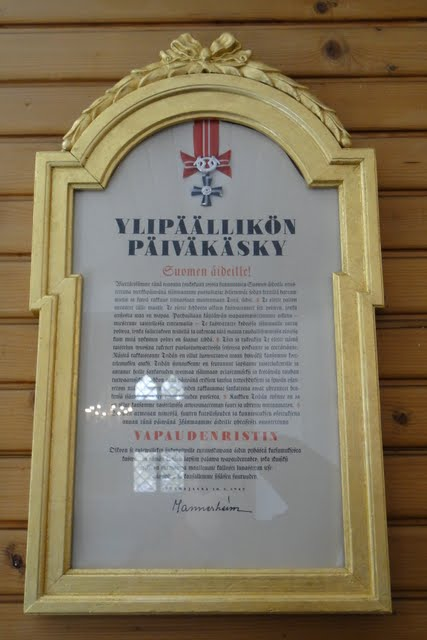
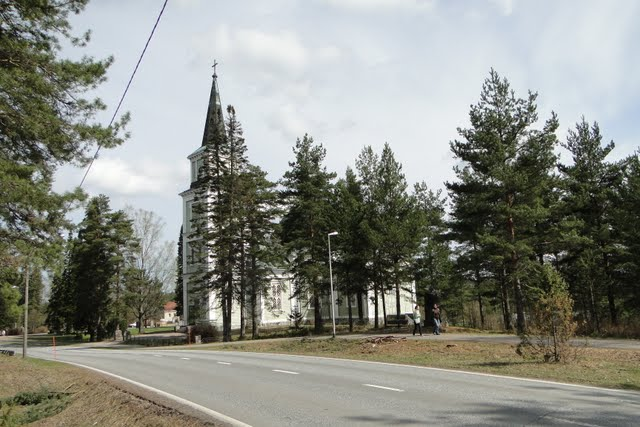
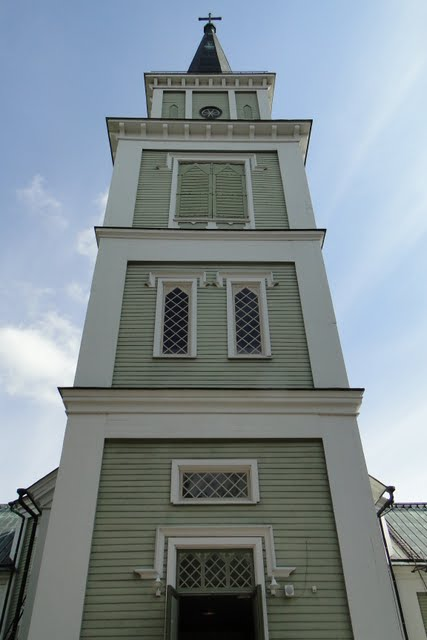
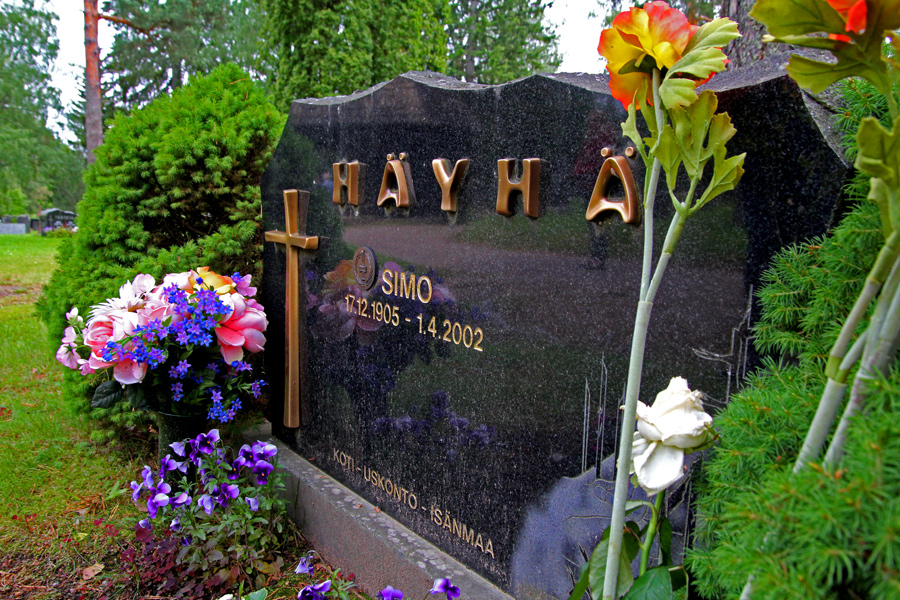